# Caproni Vizzola F.5
Caproni Vizzola F.5 là một loại máy bay tiêm kích của Ý do hãng Caproni chế tạo.

## Biến thể
F.5
F.5bis
F.5 Gamma

## Quốc gia sử dụng
Ý
- Regia Aeronautica

## Tính năng kỹ chiến thuật (F.5)
Dữ liệu lấy từ Italian Civil and Military Aircraft 1930-1945
Đặc tính tổng quan
- Kíp lái: 1
- Chiều dài: 7,90 m (25 ft 11 in)
- Sải cánh: 11,3 m (37 ft 1 in)
- Chiều cao: 3 m (9 ft 10 in)
- Diện tích cánh: 17,6 m2 (189 foot vuông)
- Trọng lượng rỗng: 1,850 kg (4 lb)
- Trọng lượng có tải: 1 kg (2,350 lb)
- Động cơ: 1 × Fiat A.74 RC.38 , 649 kW (870 hp)  at take-off

Hiệu suất bay
- Vận tốc cực đại: 510 km/h (317 mph; 275 kn)
- Tầm bay: 770 km (478 mi; 416 nmi) ở vận tốc 455 km/h (283 mph)
- Trần bay: 9,500 m (31 ft)
- Thời gian lên độ cao: 6.500m (21.325ft) trong 6 phút 30 giây

Vũ khí trang bị

- Súng: 2 × súng máy Breda-SAFAT 12,7 mm (0.5 in)